# Xi Octantis
Xi Octantis (77 Octantis) é uma estrela na direção da constelação de Octans. Possui uma ascensão reta de 22h 50m 22.75s e uma declinação de −80° 07′ 25.7″. Sua magnitude aparente é igual a 5.32. Considerando sua distância de 444 anos-luz em relação à Terra, sua magnitude absoluta é igual a −0.35. Pertence à classe espectral B6IV.